# Ceraclea bilobulata
Ceraclea bilobulata là một loài Trichoptera trong họ Leptoceridae. Chúng phân bố ở miền Cổ bắc.